# Custódio Fernandes Góes
Custódio Fernandes Góes foi professor de piano do Instituto Nacional de Música, maestro e compositor.

## Biografia
Custódio Fernandes Góes foi professor de piano do Instituto Nacional de Música, atualmente Escola de Música da Universidade Federal do Rio de Janeiro no início do século XX. (Fotografia)

## Obras

### Hinos
- Custódio Fernandes Góes e seu irmão, o escrito Carlos Fernandes Góes, compuseram e escreveram a letra de diversos hinos. Normalmente Custódio compunha a música e Carlos escrevia a letra. Alguns hinos, pelas características da época, exaltavam personalidades nacionais do inicio da república, como por exemplo o Hino a Deodoro (para o Marechal Deodoro da Fonseca), Hino a Rio Branco (Barão do Rio Branco) e Hino a Benjamin Constant (para Benjamin Constant).[1] Também compuseram as seguintes propostas de hinos: Hino ao Estado do Rio de Janeiro, Hino a Estácio de Sá (oferecido à cidade do Rio de Janeiro), Hino à Inconfidência e Hino aos Bombeiros. Todos eles foram editados pelas Edições Bevilacqua, da Casa Bevilacqua.[1]
- Melodia do hino original do Estado de Goiás, de 1919. (Em 2001 o estado mudou para outro hino).[2] A letra original está disponível na wikisource.